# Oreonetides badzhalensis
Oreonetides badzhalensis är en spindelart som beskrevs av Kirill Yeskov 1991. Oreonetides badzhalensis ingår i släktet Oreonetides och familjen täckvävarspindlar. Inga underarter finns listade i Catalogue of Life.